# أوفلاج

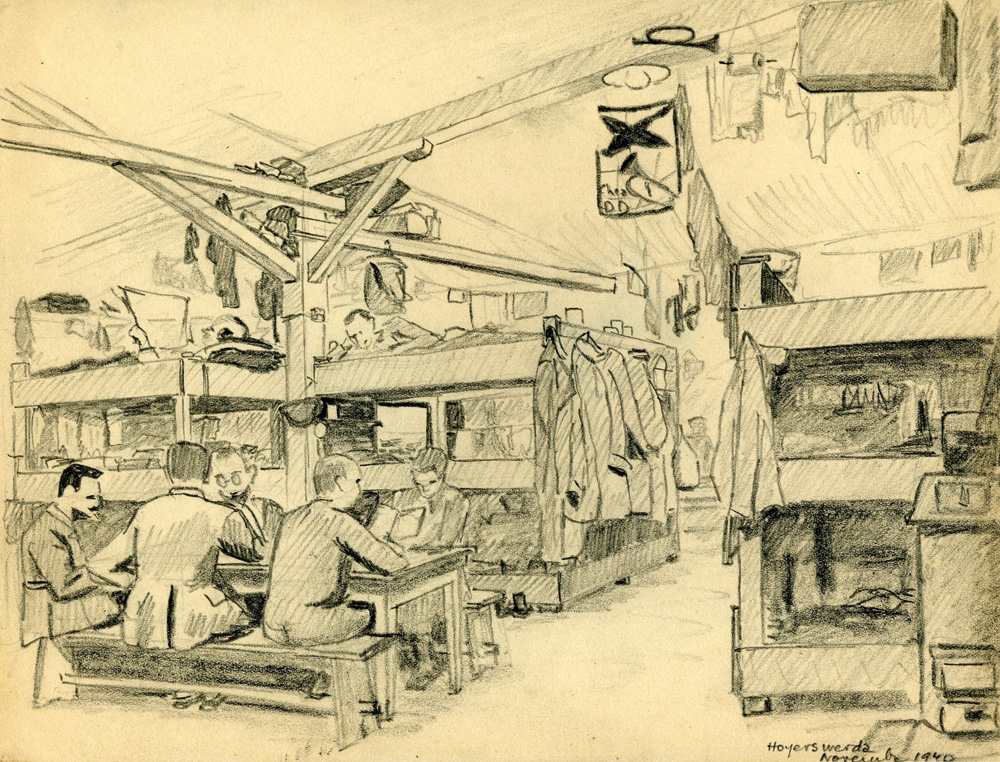

أوفلاج (بالألمانية: Offizierslager) كان نوعًا من معسكرات أسرى الحرب للضباط التي أنشأها الجيش الألماني في الحرب العالمية الأولى وفقًا لمتطلبات اتفاقية لاهاي لعام 1899، وفي الحرب العالمية الثانية وفقًا لمتطلبات اتفاقية جنيف (1929).
على الرغم من أن الضباط لم يكن مطلوبًا منهم العمل، في أوف لاج الثالث عشر-بي (هاملبورغ) عندما طلب أسرى الحرب أن يكونوا قادرين على العمل من أجل الحصول على المزيد من الطعام، تم إخبارهم بان إتفاقية جنيف تمنعهم من العمل.   في بعض أوفلاج (أوفلاجات) سمح لعدد محدود من الجنود غير المفوضين بتنفيذ الأعمال اللازمة لرعاية الضباط. تم احتجاز ضباط القوات الجوية للحلفاء في معسكرات خاصة تسمى ستالاج لوفت ولكن تم منحهم المعاملة التفضيلية المطلوبة.
طبق قادة معسكرات الجيش الألماني متطلبات اتفاقية جنيف لتناسب أنفسهم. ومن الأمثلة على ذلك كمية الطعام/اللحوم التي سيتم تقديمها لكل أسير حرب في أوف لاج الثالث عشر-بي عندما تم جلب حصان ميت إلى المخيم، تم استخدامه كله (بما في ذلك الرأس والعظام، وما إلى ذلك) في حساب المبلغ الذي يجب أن يتلقاه كل أسير حرب، مما أدى إلى تلقي كل أسرى حرب فقط أونصات قليلة من اللحم في الأسبوع. ونادراً ما تم توزيع طرود الصليب الأحمر.  
كانت هناك استثناءات ملحوظة أخرى لكيفية تطبيق اتفاقية جنيف، على سبيل المثال إعدام السجناء المعادين الذين القبض عليهم، على وجه التحديد من ستالاج لوفت 3 وستالاج التاسع-سي. ومع ذلك، فإن المعاملة اللاإنسانية للسجناء والجنود والضباط السوفييت لم تلتزم بهذه الأحكام، وفقًا لجوزيف جوبلز «لأن الاتحاد السوفييتي لم يوقع على الاتفاقية ولم يتبع أحكامها على الإطلاق». [بحاجة لمصدر]

## أكتون كيه
في مارس 1944، قام الجنرال إرنست كالتينبرونر، رئيس SS-مكتب الأمن الرئيسي للرايخ، بسن Kugel Erlass («مرسوم رصاصة»)، أو أكتون كيه المعروف باسم أكتيون جوجيه. وأعلنت أن السجناء الذين حاولوا الهرب وأعيدوا أسرهم، والسجناء الذين لا يستطيعون العمل، والسجناء الذين رفضوا العمل سيتم إعدامهم. وذكرت أيضا أنه سيتم القضاء على جميع أسرى الحرب الضباط (باستثناء الأمريكيين والبريطانيين). كان من المفترض أن يتم إطلاق النار عليهم، ولكن بدلاً من ذلك كانوا يعملون بشكل مفرط، وحرموا من الرعاية الطبية اللازمة، و/ أو جاعوا حتى الموت. 
تم إعفاء أسرى الحرب الأمريكيين والبريطانيين في الأصل من ذلك (باستثناء في حالات خاصة - مثل طواقم ومغاوير القوات الجوية). تسبب "الهروب الكبير" في ستالاج لوفت 3 وقت لاحق من ذلك الشهر في إزالة الألمان لهذه الحماية عن أسرى الحرب البريطانيين.